# Arszenyij Petrovics Jacenyuk
Arszenyij Petrovics Jacenyuk (ukránul: Арсеній Петрович Яценюк; Csernyivci, 1974. május 22.) ukrán jogász, közgazdász és politikus, 2014. február 27-től 2016 áprilisáig Ukrajna miniszterelnöke. 2005–2006 között gazdasági miniszter, 2007-ben rövid ideig külügyminiszter, 2007–2008 között az Ukrán Legfelsőbb Tanács elnöke volt.

## Családja és tanulmányai
Csernyivciben született 1974-ben pedagógus családban. Apja Petro Ivanovics Jacenyuk történelemtanár, a Csernyivci Nemzeti Egyetem oktatója (decense), anyja Marija Hrihorivna Jacenyuk (született: Bakaj) francianyelv-tanár, aki szintén a Csernyivci Nemzeti Egyetemen tanított. 1991-ben kitüntetéssel (ezüstérem) fejezte be a csernyivci 9. sz., Panasz Mirnij nevét viselő angol nyelvű középiskolát. Utána a Csernyivci Nemzeti Egyetem Jogi karán tanult, melyet 1996-ban fejezett be.

## Politikai pályafutása
2014. július 24-én, miután az UDAR és a Szvoboda bejelentette kilépését a kormánykoalícióból, Arszenyij Jacenyuk benyújtotta lemondását. A Legfelsőbb Tanács azonban 2014. július 31-én elutasította a kormányfő lemondását, így a Jacenyuk-kormány hivatalban maradt. A kormány lemondására a 450 fős parlamentben 16 képviselő szavazott, míg 109 képviselő nemmel szavazott.
2016. április 10-én bejelentette, hogy 12-én lemond hivataláról. A parlament azonban nem tartotta meg aznap a szavazást a visszahívásáról, mert a Népfront és a Petro Porosenko Blokk nem tudott megegyezni az újonnan megalakuló kormány összetételéről.